# 반자성

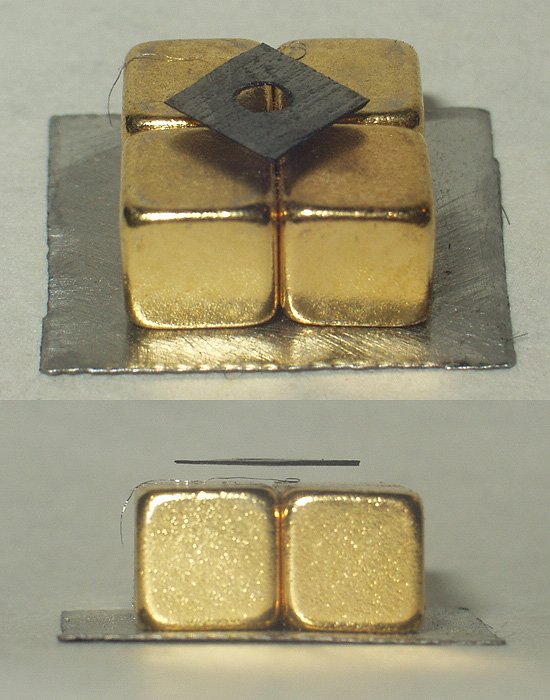
열분해 흑연의 부양

반자성(反磁性, diamagnetism)은 자기장에 대한 물질의 약한 반발력이다. 그것은 자성의 형태로 외부자기장이 인가되어있을 때만 확인되는 것이다.
모든 물질은 인가된 자기장에 대해 반자성 응답을 보인다. 사실 반자성은 매우 일반적인 현상이다. 왜냐하면 모든 물질이 전자를 가지고 있기 때문이다. 모든 물질은 항상 약한 반자성을 띠지만 다른 자성(강자성, 상자성등) 때문에 드러나지 않는다. 그래서 특정한 물질에서만 반자성 효과가 나타난다.
반자성 물질은 외부 자기장의 반대 자기장을 형성한다. 반자성은 모든 물질에 작용하는 양자역학적인 효과이며 반자성을 띠는 물질을 반자성체라고 한다. 반자성체에는 물, 수은, 에탄올, 비스무트, 구리, 금, 은 등이 있다.
강자성체와는 다르게 반자성체는 영구자석이 아니다. 반자성체는 투자율이 1보다 작거나 같고, 자화율은 0이하다. 대부분 물질의 반자성은 작은 효과이다. 그러나 초전도체는 자기장을 완전히 밀어낸다.

## 반자성 물체부양

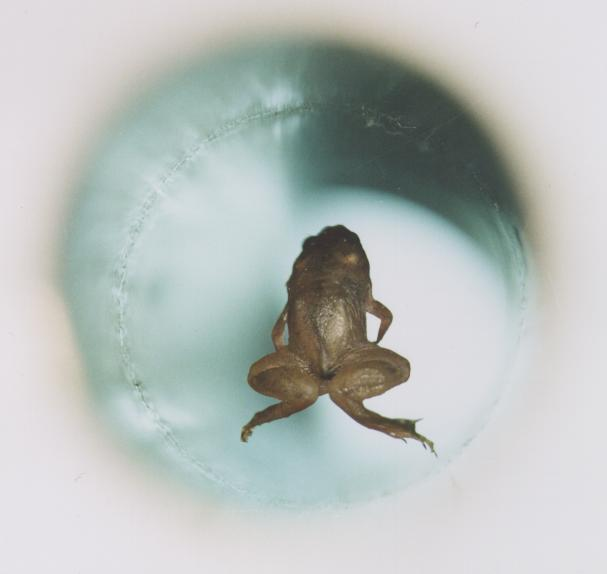
직경 32mm 16T 솔레노이드 코일속의 살아 있는 개구리, 나이멘헌 고자기장 자석 실험실에서 안드레 가임이 실험

반자성체는 자기장내에서 안정된 균형을 지니며 전력 소비 없이 공중부양될 수 있다.
언쇼 정리는 정자기 부양의 가능성을 제외하는 것처럼 보인다. 그러나 언쇼의 정리는 단지 강자성체와 같은 영구 모멘트를 지닌 물체에만 적용된다. 그 자기 에너지는 m·B로 주어진다. 강자성체는 장의 극대에 끌린다. 그것은 자유공간에서는 존재하지 않는다.
반자성은 자기장의 유도된 형태이다. 그리하여 자기 모멘트는 인가된 자기장 B에 비례한다. 이것은 반자성체의 자기에너지가 B에 비례한다는 의미이다. 반자성체는 또 자기장의 극소에도 끌린다. 그리고 자유 공간에 최소점이 있을 수 있다. (사실 {\displaystyle \nabla ^{2}\mathbf {B} ^{2}\geq 0}).
열분해 흑연(pyrolitic graphite)의 얇은 판이 대개 강한 반자성 물질이며 희토류 영구 자석과 같은 자석의 자기장내에 안정적으로 부유하게 할 수 있다. 이것은 상온에서 모든 성분으로 될 수 있다. 반자성의 유효한 전시를 할 수 있다.

## 반자성
반자성(反磁性,diamagnetism)은 물리학등에서 물체를 자기장에 놓을 때 자기장과 반대 방향으로 자성을 띠는 성질. 궤도 전자의 전자 유도 때문에 일어난다.

## 란다우 반자성
란다우 반자성(Landau反磁性)은 자기장 속에 놓인 전자의 운동으로 나타나는 반자성. 자기장이 그 속에서 움직이는 전자를 원운동하도록 만들 때, 그 원운동으로 유도된 자기장이 외부에서 주어진 자기장을 감소하는 방향으로 나타난다.

## 같이 보기
- 전자기장
- 마이스너 효과
- 액체질소